# إنفلونزا الطيور
إنفلونزا الطيور أو خُنان الطيور[محل شك] أو طاعون الطيور هو مرض طيور معدي يسببه فيروسات الإنفلونزا أ (Influenza A viruses). الطيور المائية المهاجرة - بشكل خاص البطّ البري - تشكل مستودعا طبيعيا لكلّ فيروسات الإنفلونزا. هو مرض يسببه نوع من أنواع فيروس الأنفلونزا تطور وتكيف في أجسام الطيور. النوع الأخطر من هذا الفيروس هو أنفلونزا الطيور شديدة الإمراض (HPAI). مصطلح «أنفلونزا الطيور» مشابه لأنفلونزا الكلاب أو الأحصنة أو الخنازير في أنه يشير إلى مرض تسببه سلالة من فيروسات الأنفلونزا تطورت وتكيفت في جسم مضيف معين. من الأنواع الثلاثة لفيروس الأنفلونزا A, B, وC, فيروس A هو فيروس حيواني المنشأ يمكنه الانتقال إلى الإنسان حيث أكبر مستودع طبيعي لهذه الفيروسات في الطيور. في معظم الأحيان، يشير أنفلونزا الطيور إلى فيروسات الأنفلونزا من النوع A.
بالرغم من أن فيروس أنفلونزا الطيور (أنفلونزا A) يتطور داخل أجسام الطيور، يستطيع الفيروس أن يتطور داخل جسم الإنسان وينتقل من إنسان إلى آخر. أبحاث مؤخرة في جينات الأنفلونزا الإسبانية أظهرت بأن هذا الفيروس تكيف في أجسام الإنسان والطيور. الخنازير معرضة للإصابة بفيروسات أنفلونزا البشر، الخنازير، والطيور، مما قد يسمح بإعادة تشكيل جينات الفيروسات، منتجة صنف فرعي جديد من فيروس أنفلونزا A ليس للبشر مناعة كافية لمقاومته.
يقسم أنفلونزا الطيور إلى قسمين بناء على الإمراض: شديدة الإمراض (HPAI), وضعيفة الإمراض (LPAI). الصنف المعروف بشكل أوسع من فيروسات أنفلونزا الطيور الممرضة للغاية، H5N1, ظهر في الصين عام 1996, وقد ظهر بشكل ضعيف الإمراض أيضا في أمريكا الشمالية. من غير المرجح أن تصاب الطيور الأليفة في الأقفاص بأنفلونزا الطيور، حيث لم ترد حالة في أي طائر أليف منذ عام 2003. لا يمكن للحمام أن يصاب أو ينشر أنفلونزا الطيور.
إنفلونزا الطيور له شكل معدي جدا، ميّز أولا في إيطاليا قبل أكثر من 100 سنة، حيث كان يعرف بطاعون الطيور. إنفلونزا الطيور إذن هو مرض فيروسي يصيب الحيوانات عموما والطيور بشكل خاص. تكمن الفيروس في دماء الطيور ولعابها وأمعائها وأنوفها فتخرج في برازها الذي يجف ليتحول إلى ذرات غبار متطايرة يستنشقها الدجاج والإنسان القريب من الدجاج. ويعتبر الوز والحبش والبط والدجاج هم الأكثر إصابة لهذا الفيروس.

## العوامل الوراثية
العوامل الوراثية في التمييز بين «فيروسات الأنفلونزا البشرية» و «فيروسات أنفلونزا الطيور» تشمل ما يلي:
• PB2 (إنزيم RNA البلمرة): مواقع الأحماض الأمينية (أو رواسب وبقايا الأحماض الأمينية) في موقع 627 في البروتين PB2 المشفر بواسطة جين PB2 RNA. كل فيروسات أنفلونزا الطيور H5N1 ترتبط بشيفرة الحمض الأميني -Glu- حمض الغلوتاميك (Glutamic acid) في موقع 627 في البروتين بينما كل فيروسات الأنفلونزا البشرية ترتبط بشيفرة الحمض الأميني (Lysine) في ذلك الموقع.
• هيماجلوتينين (Hemagglutinin): فيروسات أنفلونزا الطيور HA ترتبط بمستقبلات الحمض اللعابي (sialic acid receptors) برابطة ألفا 2-3 (alpha 2-3). أما فيروسات الأنفلونزا البشرية فترتبط بمستقبلات الحمض اللعابي برابطة ألفا 2-6 (alpha 2-6). إن فيروسات أنفلونزا الخنازير لها القدرة على ربط هذين النوعين من مستقبلات الحمض اللعابي. يعتبر الهيماجلوتينين المولد المضاد الرئيسي (Antigen)الرئيسي لإنتاج الأجسام المضادة للفيروسات. ترتبط أوبئة فيروس الأنفلونزا بالتغيرات التي تحدث لهيكل المولد المضاد (Antigen) الخاص بها. وهذا مستمد أصلاً من الخنازير، وينبغي من الناحية التقنية أن يشار إليها باسم «أنفلونزا الخنازير».

## خصائص الفيروس المسبب لأنفلونزا الطيور
يعيش الفيروس في أجواء باردة فقد تستطيع الاستمرار في الجو تحت درجة منخفضة مدة ثلاثة أشهر أما في الماء فتستطيع أن تعيش مدة أربعة أيام تحت تأثير درجة حرارة 22 درجة وإذا كانت الحرارة منخفضة جدا تستطيع العيش أكثر من 30 يوما. يموت الفيروس تحت تأثير درجة حرارة عالية (30 إلى 60 درجة) وقد أثبتت الدراسات أن غرام واحد من السماد الملوث كاف لأصابة مليون طير فهناك أكثر من 15 نوعا لهذا الفيروس لكن خمسة منهم قد اكتشف واثن الفم وفي الغائط، مما يسهّل انتشارا أكثر. على خلاف الدجاج، وإن البط معروف بمقاومة الفيروس حيث يعمل كناقل بدون الإصابة بأعراض الفيروس، وهكذا يساهم في انتشار أوسع.

## الأنواع
يصيب فيروس إنفلونزا الطيور عادة الطيور والخنازير. ولكن منذ عام 1959م، الأنواع الفرعية من الفيروس إتش5, إتش7، وإتش9 عبرت حواجز الأنواع وأصابت البشر في 10 مناسبات. معظم فيروسات إنفلونزا الطيور تؤثّر على البشر مسببة أعراض ومشاكل تنفسية معتدلة، باستثناء مهم واحد: سلسلة إتش5إن1 (H5N1). إتش5إن1 سبّب إصابات حادّة بنسبة ضحايا مرتفعة في 1997, 2003، و2004.
أظهرت الدراسات التي تقارن عينات الفيروس مع مرور الوقت بأنّ إتش5إن1 أصبح تدريجيا مسبّبا خطيرا للمرض لدى الثديات، وأصبح أكثر قوة الآن من الماضي، حيث يستطيع الصمود لأيام أكثر في البيئة. تظهر النتائج بأنّ إتش5إن1 يوسّع مدى أستهادفه لأنواع الثديات. في 2004, إتش5إن1 سبّب مرض قاتل بصورة طبيعية للقطط الكبيرة (النمور والفهود) وأصاب تحت ظروف مخبرية القطط المنزلية، وهي أنواع لم تكن تعتبر معرّضة لأمراض ناتجة عن أيّ فيروس إنفلونزا أي.
إن حالات التفشّي الأخيرة لفيروس إنفلونزا الطيور (إتش5إن1) في الدواجن في آسيا ومصر التي تعد موطن للمرض رفع المخاوف حول مصدر العدوى وخطر إصابة البشر.
يوجد أنواع مختلفة لإنفلونزا الطيور، لكن هناك سلالات مكونة من 5 أنواع ثانوية عرف عنها انها قد تصيب الإنسان مثل h5n1/ h7n3/ h7n7/h9n7. على الاقل اصيب انسان واحد باحدى هذه السلالات ففي مقاطعة جيانغش في ديسمبر 2013 توفيت امرأة كبيرة في السن نتيجة التهاب رئوي ناتج عن اصابتها بسلالة h10n8. ولقد كانت أول ضحايا هذه السلالة. اغلب حالات المصابين بإنفلونزا الطيى ور كانت نتيجة لتعامل الاشخاص مع طيور نافقة نتيجة اصابتها أو جراء الاحتكاك بسوائل تحوي الفايروس، كما ويمكن أن ينتشر المرض من خلال الاسطح والفضلات (الروث) الملوثة. وفي تصاب معظم الطيور البرية بفيروس h5n1 بشكل بسيط، في حين ان اصابة الطيور المنزلية مثل الدجاج والديك الرومي بهذا الفايروس قد تكون مميتة وأكثر فتكا لأن الطيور المنزلية أكثر اتصالا ببعضها البعض
وتشكل الدواجن المصابة تهديد كبير في أسيا بسبب انخفاض شروط النظافة وبسبب قرب الدواجن من الأحياء السكنية. وبالرغم من سهولة التقاط البشر للعدوى عن طريق الطيور الا ان انتقال العدوى بين البشر أكثر صعوبة خصوصا عند عدم تواصلهم لفترة طويلة. ومع ذلك فأن المسؤولين في مجال الصحة العامة قلقون من أن تتطور سلالات إنفلونزا الطيور وتصبح قادرة على الانتقال بسهولة بين البشر. هناك بعض من سلالات إنفلونزا الطيور متواجدة في امعاء اعداد كبيرة من طيور الشاطئ والطيور المائية ولكن نادرا ما تسبب هذه السلالات العدوى. وقد يكون احتمال انتشار فايروس h5n1 من أسيا إلى أوروبا بسبب صفقات الدواجن القانونية والغير قانونية هو احتمال اقوى من احتمال كون سبب انتشار الفايروس هو هجرة الطيور البرية. ولقد اظهرت دراسة حديثة أنه لم يكن هناك ارتفاع ثانوي في الاصابات في اسيا عندما هاجرت الطيور إلى الجنوب مرة أخرى بعد تكاثرها. وبدلا عن ذلك فلقد لوحظ ان انماط العدوى انتشرت في وسائل النقل بشكل أكبر مثل سكك الحديد والطرق وحدود البلاد مما يشير إلى ان تجارة الدواجن هي السبب الاقوى لانتشار الفايروس. ولقد وجد ان هناك سلالات من إنفلونزا الطيور اختفت ولم يعرف عنها انها تصيب الإنسان مثل تلك السلالات التي وجدت في الولايات المتحدة خصوصا في تكساس عام 2004. اما السلالات التي تسبب المرض بشكل كبير فانها تنتشر بسرعة بين قطعان الطيور قد تؤدي إلى تدمير القطيع في 28 ساعة بينما تلك التي تسبب المرض بشكل اقل فانها قد تؤثر على إنتاج البيض ولكنها ستكون قاتله بشكل اقل من نظيرتها.

### انتشار الفيروس عالميا
| حالات بشرية مسجلة لإنفلونزا الطيور من نوع إتش5إن1 حتى تاريخ 10 مارس 2006             | حالات بشرية مسجلة لإنفلونزا الطيور من نوع إتش5إن1 حتى تاريخ 10 مارس 2006 | حالات بشرية مسجلة لإنفلونزا الطيور من نوع إتش5إن1 حتى تاريخ 10 مارس 2006 | حالات بشرية مسجلة لإنفلونزا الطيور من نوع إتش5إن1 حتى تاريخ 10 مارس 2006 | حالات بشرية مسجلة لإنفلونزا الطيور من نوع إتش5إن1 حتى تاريخ 10 مارس 2006 | حالات بشرية مسجلة لإنفلونزا الطيور من نوع إتش5إن1 حتى تاريخ 10 مارس 2006 | حالات بشرية مسجلة لإنفلونزا الطيور من نوع إتش5إن1 حتى تاريخ 10 مارس 2006 | حالات بشرية مسجلة لإنفلونزا الطيور من نوع إتش5إن1 حتى تاريخ 10 مارس 2006 | حالات بشرية مسجلة لإنفلونزا الطيور من نوع إتش5إن1 حتى تاريخ 10 مارس 2006 | حالات بشرية مسجلة لإنفلونزا الطيور من نوع إتش5إن1 حتى تاريخ 10 مارس 2006 | حالات بشرية مسجلة لإنفلونزا الطيور من نوع إتش5إن1 حتى تاريخ 10 مارس 2006 | حالات بشرية مسجلة لإنفلونزا الطيور من نوع إتش5إن1 حتى تاريخ 10 مارس 2006 | حالات بشرية مسجلة لإنفلونزا الطيور من نوع إتش5إن1 حتى تاريخ 10 مارس 2006 | حالات بشرية مسجلة لإنفلونزا الطيور من نوع إتش5إن1 حتى تاريخ 10 مارس 2006 | حالات بشرية مسجلة لإنفلونزا الطيور من نوع إتش5إن1 حتى تاريخ 10 مارس 2006 | حالات بشرية مسجلة لإنفلونزا الطيور من نوع إتش5إن1 حتى تاريخ 10 مارس 2006 |
| البلد                                                                                | تاريخ التقرير                                                            | تاريخ التقرير                                                            | تاريخ التقرير                                                            | تاريخ التقرير                                                            | تاريخ التقرير                                                            | تاريخ التقرير                                                            | تاريخ التقرير                                                            | تاريخ التقرير                                                            | تاريخ التقرير                                                            | تاريخ التقرير                                                            | تاريخ التقرير                                                            | تاريخ التقرير                                                            | المجموع                                                                  | المجموع                                                                  | المجموع                                                                  |
| ------------------------------------------------------------------------------------ | ------------------------------------------------------------------------ | ------------------------------------------------------------------------ | ------------------------------------------------------------------------ | ------------------------------------------------------------------------ | ------------------------------------------------------------------------ | ------------------------------------------------------------------------ | ------------------------------------------------------------------------ | ------------------------------------------------------------------------ | ------------------------------------------------------------------------ | ------------------------------------------------------------------------ | ------------------------------------------------------------------------ | ------------------------------------------------------------------------ | ------------------------------------------------------------------------ | ------------------------------------------------------------------------ | ------------------------------------------------------------------------ |
| البلد                                                                                | 2003                                                                     | 2003                                                                     | 2003                                                                     | 2004                                                                     | 2004                                                                     | 2004                                                                     | 2005                                                                     | 2005                                                                     | 2005                                                                     | 2006                                                                     | 2006                                                                     | 2006                                                                     | المجموع                                                                  | المجموع                                                                  | المجموع                                                                  |
| البلد                                                                                | حالات                                                                    | وفيات                                                                    | وفيات                                                                    | حالات                                                                    | وفيات                                                                    | وفيات                                                                    | حالات                                                                    | وفيات                                                                    | وفيات                                                                    | حالات                                                                    | وفيات                                                                    | وفيات                                                                    | حالات                                                                    | وفيات                                                                    | وفيات                                                                    |
| كمبوديا                                                                              |                                                                          |                                                                          |                                                                          |                                                                          |                                                                          |                                                                          | 4                                                                        | 4                                                                        | 100 %                                                                    |                                                                          |                                                                          |                                                                          | 4                                                                        | 4                                                                        | 100 %                                                                    |
| الصين                                                                                |                                                                          |                                                                          |                                                                          |                                                                          |                                                                          |                                                                          | 8                                                                        | 5                                                                        | 62.5%                                                                    | 7                                                                        | 5                                                                        | 75.0 %                                                                   | 15                                                                       | 10                                                                       | 66.7%                                                                    |
| إندونيسيا                                                                            |                                                                          |                                                                          |                                                                          |                                                                          |                                                                          |                                                                          | 17                                                                       | 11                                                                       | 64.7%                                                                    | 12                                                                       | 11                                                                       | 88.9%                                                                    | 29                                                                       | 22                                                                       | 73.1%                                                                    |
| العراق                                                                               |                                                                          |                                                                          |                                                                          |                                                                          |                                                                          |                                                                          |                                                                          |                                                                          |                                                                          | 2                                                                        | 2                                                                        | 100 %                                                                    | 2                                                                        | 2                                                                        | 100 %                                                                    |
| تايلاند                                                                              |                                                                          |                                                                          |                                                                          | 17                                                                       | 12                                                                       | 70.6%                                                                    | 5                                                                        | 2                                                                        | 40.0%                                                                    |                                                                          |                                                                          |                                                                          | 22                                                                       | 14                                                                       | 63.6%                                                                    |
| تركيا                                                                                |                                                                          |                                                                          |                                                                          |                                                                          |                                                                          |                                                                          |                                                                          |                                                                          |                                                                          | 12                                                                       | 4                                                                        | 33.3%                                                                    | 12                                                                       | 4                                                                        | 33.3%                                                                    |
| فيتنام                                                                               | 3                                                                        | 3                                                                        | 100 %                                                                    | 29                                                                       | 20                                                                       | 69.0%                                                                    | 61                                                                       | 19                                                                       | 31.1%                                                                    |                                                                          |                                                                          |                                                                          | 93                                                                       | 42                                                                       | 45.2%                                                                    |
| المجموع                                                                              | 3                                                                        | 3                                                                        | 100 %                                                                    | 46                                                                       | 32                                                                       | 69.6%                                                                    | 95                                                                       | 41                                                                       | 43.2%                                                                    | 33                                                                       | 22                                                                       | 66.7%                                                                    | 177                                                                      | 98                                                                       | 55.4%                                                                    |
| المصدر: منظمة الصحة العالمية WTO Communicable Disease Surveillance & Response (CSR). |                                                                          |                                                                          |                                                                          |                                                                          |                                                                          |                                                                          |                                                                          |                                                                          |                                                                          |                                                                          |                                                                          |                                                                          |                                                                          |                                                                          |                                                                          |

## H5N1
فيروس أنفلونزا  من سلالة H5N1 شديدة العدوى هو فيروس أنفلونزا الطيور الناشئة التي تسبب قلقا عالميا باعتباره تهديدا محتملا الوباء. وغالبا ما يشار إليها اختصارا باسم ""bird flu«أو»avian influenza"", على الرغم من أنها هي واحدة فقط من العديد من السلالات.
وقد قتل فيروس H5N1 الملايين من الدواجن في تزايد في البلدان في جميع أنحاء آسيا وأوروبا وأفريقيا. خبراء الصحة قلقون من أن التعايش من فيروسات الأنفلونزا البشرية وفيروس أنفلونزا الطيور خاصة H5N1 سيوفر فرصة للمواد الوراثية التي يتم تبادلها بين أنواع محددة من الفيروسات، ربما خلق سلسة فيروس الأنفلونزا  وهذا  ينتقل بسهولة وقاتل للبشر. معدل وفيات البشر بفيروس H5N1 هو 60٪.
منذ أول ظهور (H5N1) البشري في عام 1997, كان هناك عدد متزايد من انتقال (HPAI H5N1) أنفلونزا الطيور إلى الإنسان، مما أدى إلى إصابات شديدة سريريا وعدوى بشرية مميتة. لأن أنواع الحواجز كبيرة  تظهر بين الطيور والبشر، فإن الفيروس لا ينتقل بسهولة إلى البشر، ولكن بعض حالات العدوى يجري بحثها لتحديد ما إذا كان الانتقال من الإنسان إلى الإنسان يحدث. من الضروري إجراء مزيد من البحوث لفهم المرضية وبائيات فيروس (H5N1) في البشر. مسارات التعرض وغيرها من خصائص انتقال المرض، مثل العوامل الوراثية والمناعية التي قد تزيد من احتمال الإصابة، غير مفهومة بشكل واضح.
المعروفة الأولى لانتقال  ففيروس (H5N1) إلى الإنسان حدثت في هونغ كونغ في عام 1997, عندما كان هناك تفشي ل 18 حالة بشرية؛ وأكدت 6 حالات وفاة..ولا أحد من الناس المصابين كان عمل مع الدجاج. بعد إعدام كل الدواجن في المنطقة، لا يوجد حالات أخرى تم تشخيصها. في عام 2006, وهو أول انتقال للفيروس من إنسان إلى إنسان  من المرجح حدث عندما 7 أفراد من أسرة في سومطرة أصبحت مصابة بعد الاتصال مع أحد أفراد الأسرة الذي كان يعمل مع الدواجن المصابة.
على الرغم من أن الملايين من الطيور أصبحت مصابة بالفيروس منذ اكتشافه، وتوفي 359 شخصا من H5N1  في اثنتي عشرة دولة وفقا لتقارير منظمة الصحة العالمية اعتبارا من عشرة أغسطس 2012.
وكمثال على ذلك، انتشار فيروس H5N1 في تايلاند تسببت في خسائر اقتصادية هائلة، وخاصة بين عمال الدواجن. تم إعدام وذبح الطيور المصابة. فقد عامة الشعب الثقة مع منتجات الدواجن، وهذا أدى إلى انخفاض استهلاك منتجات الدواجن. هذا أيضا أثار حظر من البلدان المستوردة. على أية حال هناك العوامل التي أدت إلى تفاقم انتشار الفيروس، بما في ذلك هجرة الطيور، ودرجة حرارة معتدلة (يزيد بقاء الفيروس) والعديد من المهرجانات في ذلك الوقت.

### أبحاث مثيرة للجدل
أفادت دراسة نشرتها مجلة ساينس الاميركية عام 2012 عن نتائج البحوث التي سمحت انتقال H5N1 في قوارض المختبر. وكشفت الدراسة إن 5 طفرات لازمة للفيروس ليصبح منتقلا جوا وعلى الفور الجدل المسننة الأخلاقية المترتبة على هذه المعلومات التي قد تشكل خطرا على الشعب. سمح للدراسة لتبقى متاحة بمجملها، فلا تزال موضوعا مثيرا للجدل في الأوساط العلمية.
الدراسة في سؤال، ومع ذلك، خلقت H5N1 المنقولة جوا عن طريق استبدال الأحماض الأمينية التي خففت إلى حد كبير من الآثار المدمرة لهذا المرض. وقد أكدت هذه الحقيقة من خلال معدل الوفيات 0% بين الحيوانات الأليفة المصابة عن طريق نقل الجوي، فضلا عن البيولوجيا الأساسية الكامنة وراء بدائل. فيروسات أنفلونزا نعلق على خلايا مضيفة عن طريق البروتينات (hemagluttinin) على محيطهما. هذه البروتينات (hemagluttinin) تربط لمستقبلات حمض السيليك في الخلايا المضيفة، التي يمكن أن تقع في فئتين. يمكن للمستقبلات حمض السيليك تكون إما 2,3 أو 2,6 مرتبطة مع الأنواع الأصلية يقرر إلى حد كبير أفضل مستقبلات. في الأنفلونزا من أصل الطيور ويفضل رابطة 2,3 ا، مقابل الأنفلونزا الأصل الإنساني الذي يفضل فيه الرابطة 2,6-ا. تم العثور على الرابطة 2,3 مستقبلات (SA) في البشر في الغالب في الجهاز التنفسي السفلي، وهذه حقيقة هي الأساس الرئيسي من الأنفلونزا الطيور اللامميتة في البشر، وأيضا المفتاح لافتقارها للنقل الجوي. في الدراسة التي خلقت أنفلونزا الطيور الجوية بين النموس كان من الضروري تبديل مستقبلات مفضلة للخلايا المضيفة لتلك المرتبطة 2,6 , وجدت في الغالب في الجهاز التنفسي العلوي البشر، من أجل خلق العدوى التي يمكن أن تسلط رذاذ جزيئات الفيروس. وبهذا وجود عدوى، ومع ذلك، يجب أن تحدث في الجهاز التنفسي العلوي للإنسان، وبالتالي إضعاف جذري في مسار القتل من المرض.

## إتش7 إن9 (H7N9)
أنفلونزا A فيروس سلالة H7N9 هو فيروس أنفلونزا الطيور غير المألوف (الجديد). أول المصابين من البشر كان في الصين عام 2013. أدت معظم الحالات المسجلة من الحالات البشرية إلى أمراض حادة في الجهاز التنفسي. في الشهر التالي بعد اكتشاف الحالة الأولى، أكثر من 100 شخص انتقلت إليه العدوى. وهو معدل مرتفع بشكل غير طبيعي بالنسبة لمرض جديد. وخُمس هؤلاء المصابين أدى المرض لوفاتهم. والبقية بقوا في حالة صحية حرجة. منظمة الصحة العالمية عَرَفت H7N9 گ (فيروس خطير غير معتاد للبشر). كما في يونيو، 133 حالة أُخرى اكتشفت وتوفى منهم 43 شخص. البحوث في أسباب المرض وانتقاله مستمرة. وقد ثبت أن العديد من حالات الإصابة البشرية ب H7N9 لها صلة بأسواق الطيور الحية. اعتبارا من يوليو 2013, لم يكن هناك دليل على انتقال العدوى من إنسان لآخر. ومع ذلك ذكرت مجموعة دراسة كان يرأسها أحد كبار الخبراء في العالم حول أنفلونزا الطيور. أن العديد من الحالات اشتبه بأنها انتقلت من إنسان لآخر. وقد أفادت التقارير أن ڤفيروس H7N9 لا يقتل الدواجن. الأمر الذي يجعل مراقبته أكثر صعوبة. وقد علق الباحثون على انتشار غير عادي للفيروس بين كبار السن من الذكور بين المرضى المصابين بفيروس H7N9.على الرغم من أن العديد من التفسيرات البيئية والسلوكية والبيولوجية قد اُقتُرحت، إلا أنه حتى الآن السبب غير معروف. حالياً لا يوجد لقاح ولكن استخدام الأدوية المضادة لفيروسات الأنفلونزا المعروفة باسم مثبطات النورامينيداز في حالات الإصابة المبكرة قد يكون فعالاً. عدد الحالات المكتشفة بعد أبريل انخفض بشكل مفاجئ. الانخفاض المفاجئ في عدد الحالات البشرية المصابة ربما نتج من تدابير احتوائية قامت بها السلطات الصينية بما في ذلك إغلاق أسواق الطيور الحية أو نتج من تغير في المواسم وربما العاملان معاً. وتشير الدراسات إلى أن ڤفيروسات أنفلونزا الطيور لديها نمط موسمي وبالتالي يُعتقد أن تنتشر مرة أخرى عندما يتحول الطقس أكثر برودة في الصين.

## في الحيوانات الأليفة
قد أظهرت العديد من الأنواع أعراض العدوى الفيروسية H5N1 بما في ذلك القطط والكلاب والقوارض والخنازير والطيور.
الطيور:
جرت محاولات في الولايات المتحدة للحد من أنفلونزا الطيور في الدواجن من خلال المراقبة الروتينية لقطعان الدواجن في عمليات الدواجن التجارية. اكتشاف فيروس أنفلونزا الطيور يمكن أن يؤدي إلى إعدام فوري للقطيع. يتم التحكم بالفيروسات الأقل تسبباً بالأمراض عن طريق التطعيم والتي تتم في المقام الأول في قطعان تركيا. نظام التصنيف الكيميائي العلاجي التشريحي للمنتجات الطبية البيطرية رمز QI01AA23 حسب منظمة الصحة العالمية للقاح الطيور المثبط. ورمز QI01CL01 حسب منظمة الصحة العالمية للقاح المثبط التركي.
الفقمات:
سلالة أخرى من الفيروس قادرة على إصابة رئتين الفقمات.
القطط:
أنفلونزا الطيور في القطط يمكن أن تظهر مجموعة متنوعة من الأعراض وعادة يؤدي إلى الوفاة. القطط المصابة يمكن أن تصاب بسبب استهلاكها للطيور المصابة أو بالعدوى من قطة أخرى.

## عدوى إنفلونزا الطيور للإنسان
بالرغم من أن فيروسات إنفلونزا الطيور عادة لا تصيب البشر، يوجد عدّة حالات من الإصابات البشرية أبلغ عنها منذ 1997. يعتقد بأن أكثر حالات عدوى الإنفلونزا الطيرية في البشر هي ناتجة من الاتصال المباشر بالدواجن المصابة أو السطوح الملوثة. على أية حال، ما زال هناك الكثير للتعلّم حول كيفية أصابة البشر من قبل الأنواع الفرعية المختلفة لسلالات فيروس الإنفلونزا الطيري. على سبيل المثال، لم يدرس تاثير الفرق بين السلالة المسبّب المرض بصورة عالية للدواجن والمسببة للمرض بصورة منخفضة، على صحة البشر.
بسبب المخاوف حول إمكانية العدوى الواسعة الانتشار بين البشرية، تراقب سلطات الصحة العامة حالات تفشّي المرض الإنساني المرتبطة بالإنفلونزا الطيور. إلى الآن، الإصابات الإنسانية بسلالات فيروسات الإنفلونزا الطيور أي المكتشفة منذ 1997 لم تؤد إلى عدوى بين إنسان وأخر بصورة ثابتة. ولكن، لكون فيروسات الإنفلونزا أي تملك القدرة على التغيير وكسب المهارة اللازمة للانتشار بسهولة بين البشر، يجب مراقبة للعدوى بين الأفراد بصورة مستمرة.

## التحصين ضد المرض
علي الرغم من أنه يواجه اعتراضات كثيرة من بينها:
1. التحصين لا يمنع من الإصابة بالعترات الأخرى للفيروس أو العترات الشديدة الضراوة HPAI
2. العترات الحقلية متوسطة الضراوة MPAI إذا أصابت القطيع قد تتكاثر دون ملاحظتها بالاختبارات السيرولوجية بل وقد تتحور إلى عترات جديدة شديدة الضراوة HPAI
3. التحصين لا يمنع إفراز الفيروس في الزرق أو الإفرازات التنفسية للطائر
4. التحصين لا يمكن من الاكتشاف المبكر للإصابة بالعترات الحقلية حيث لا يمكن التفرقة بين الأجسام المضادة الناشئة عن التحصين والأجسام المضادة الناشئة عن الإصابة بالعترة الحقلية بالاختبارات السيرولوجية
5. القطعان المحصنة قد تساهم في نشر العدوى بين القطعان غير المحصنة (قابلية الإصابة بالعدوى أقل في القطعان المحصنة والأعراض أقل وضوحا خاصة في حالة الإصابة بالعترة الحقلية متوسطة الضراوة MPAI
إلا أن التحصين بالعترات المعزولة من القطعان المصابة أو الناقلة له مميزات كثيرة من بينها:
1. يمنع أو يقلل بدرجة كبيرة إفراز الفيروس (تحصين الدجاج اللجهورن أوقف كلية إفراز الفيروس وفي الرومي كانت نسبة الإفراز في المحصن أقل بنسبة 99-99.99% من نسبة إفرازه في الرومي غير المحصن وذلك في التجارب المعملية)
2. النتائج الحقلية للتحصين أوضحت أنه يساعد كثيرة في برامج التحكم والسيطرة علي المرض ومنع انتشاره
3. يقلل أو يمنع ظهور الأعراض المرضية للإصابة بالمرض
4. يقلل أو يمنع انخفاض إنتاج البيض
5. يؤدي لخفض الفقد المادي لصناعة الدواجن
يستعمل التحصين حاليا في بعض الدول في القطعان المعرضة للعدوى (المزارع المحيطة بالمزرعة المصابة والتي تقع خارج الدائرة التي تكون المزرعة المصابة مركزها وقطرها 3كم وداخل نطاق الدائرة التي قطرها 10كم حول المزرعة المصابة).
يتم تحصين قطعان الرومي في الولايات المتحدة الأمريكية بالعترة H1N1 وبصفة خاصة في الولايات التي تنتشر تربية الخنازير بها.
إعداد لقاحات مخمدة للتحصين من العترتين H7, H5 من العترات شديدة الضراوة HPAI تجري التجارب عليها حاليا لدراسة إمكان استعمالها في التحصين في المناطق الموبوءة مثل دول شرق آسيا (أعلنت الصين مؤخرا أنها نجحت في إنتاج لقاح من عترة H5N1 وقامت باستخدامها فعلا في تحصين الدواجن بها) حيث أنها أصبحت ضرورية للتحكم في وباء الأنفلونزا الحالي.

## الدواجن
يستطيع فيروس إنفلونزا الطيور البقاء على لحم الدجاج المذبوح ويمكن أن ينتشر عبر المنتجات الغذائية الملوثة (اللحم المجمّد). عموما، تزيد درجات الحرارة المنخفضة استقرار الفيروس. الفيروس يستطيع أن يبقى في غائط الطيور ل35 يوم على الأقل في درجات الحرارة المنخفضة (4 °C)؛ في اختيارات الاستقرار التي أجريت على العينات البرازية، أستطاع فيروس إتش5إن1 الصمود في درجة حرارة 37 °C لمدة 6 أيام. فيروسات إنفلونزا الطيور بإمكانها أن تصمد أيضا على السطوح، مثل بيت الدواجن، لعدّة أسابيع. بسبب هذه القابلية للبقاء، فإن طرق حفظ الغذاء العادية مثل التجميد والتبريد لن تخفّض تركيز أو نشاط الفيروس بصورة جوهرية في اللحوم الملوثة. الطبخ الطبيعي (درجات حرارة في حدود أو فوق 70 °C) تعطّل الفيروس. حتى الآن ليس هناك دليل على إصابة البشر خلال استهلاك لحم الدجاج الملوث والمطبوخ بشكل جيد.
يمكن أن يستنتج بأنّ لحم الدجاج المطبوخ جيدا آمن، لكن المشكلة تكمن في أن التعامل مع لحم الدجاج المجمّد أو المذاب قبل طبخه يمكن أن يكون خطراً. بالإضافة إلى ما سبق، فإن أسلوب تسويق الطيور الحيّة يؤدي إلى تعرّض شامل وبشكل أكبر إلى الأجزاء الملوثة من الطيور، ابتدأ بالذبح، نزع ريش، نزع أحشاء، الخ. مما يشكّل خطر ضخم على الشخص المشترك في هذه النشاطات. الدراسات المحدودة المتوفرة، تظهر بأنه تقريبا كلّ أجزاء الطير المصاب ملوثة بالفيروس.
في مناطق تفشّي الدواجن، يجب تقليل الاتصال بين البشر والدواجن الحيّة قدر المستطاع، وذلك بتحديد حركات الطيور الحيّة وباستعمال العناية في النشاطات التي قد تعرض الشخص للخطر مثل تربية قطعان الدواجن الطليقة في البيوت والذبح البيتي للدواجن.

## البيض
فيروس إنفلونزا الطيور يمكنه التواجد داخل وعلى سطح البيض. بالرغم من أن الطيور المريضة ستتوقّف عن الوضع عادة، البيض المنتج في مرحلة المرض المبكّرة يمكن أن يحتوي الفيروسات في الزلال المح بالإضافة إلى تواجده على سطح القشرة الخارجية. إنّ وقت صمود الفيروس على السطوح مثل البيض كافي للسماح للنشر المرض بصورة وبائية. الطبخ الجيد فقط سيكون قادر على تعطيل الفيروس داخل البيض. ليس هناك دليل طبي، حتى الآن، على أن البشر أصيبوا بالمرض باستهلاك منتجات البيض أو البيض نفسه. في حالة واحدة، أصيبت خنازير من خلال غذاء يحتوي بيض غير مصنّع جلب من طيور مصابة بإنفلونزا طيور.

## الممارسات الصحّية لتجنّب انتشار الفيروس خلال الغذاء
- يفصل اللحم النئ عن الأطعمة المطبوخة أو الجاهزة للأكل لتفادي التلوّث.
- لا يستعمل نفس لوح التقطيع أو نفس السكين.
- لا تلمس الأطعمة النيئة ثم المطبوخة بدون غسيل يديك جيدا.
- لا يعاد وضع اللحم المطبوخ على نفس الصحن الذي وضع عليه قبل الطبخ.
- لا يستعمل بيض نيء أو مسلوق بدرجة خفيفة في تحضير طعام لن يعالج بحرارة عالية فيما ما بعد (الطبخ).
- الأستمرار بغسل وتنظّيف يديك: بعد التعامل مع الدجاج المجمّد أو الذائب أو بيض النيء، تغسل كلتا اليدين بالصابون وجميع الأسطح والأدوات التي كانت على اتصال باللحم النيء.
- الطبخ الجيد للحم الدجاج سيعطّل الفيروسات. وذلك إمّا بضمان بأنّ لحم الدجاج يصل 70 °C أو بأنّ لون اللحم ليس ورديا. محّ البيض لا يجب أن يكون سائل.

## التاثير العالمي
في عام 2005, تم الإعلان عن تشكيل الشراكة الدولية حول أنفلونزا الطيور والأنفلونزا الوبائية من أجل رفع أهمية أنفلونزا الطيور وتنسيق الجهود، وتحسين الإبلاغ عن الأمراض والترصد من أجل الاستجابة بشكل أفضل للأوبئة في المستقبل. وقد ظهرت شبكات جديدة من مختبرات للكشف والرد على أنفلونزا الطيور، مثل مركز إدارة الأزمات للصحة الحيوانية، شبكة أنفلونزا الطيور العالمية للمراقبة، OFFLU , والنظام العالمي للإنذار المبكر للأمراض الحيوانية الرئيسية. بعد اندلاع عام 2003, وقد اعترفت دول الأعضاء في منظمة الصحة العالمية (WHO)الحاجة إلى تقاسم أكثر شفافية وإنصافا من اللقاحات والفوائد الأخرى من هذه الشبكات. وقد خدم التدابير التعاونية التي أنشئت استجابة لأنفلونزا الطيور HPAI كأساس للبرامج المتعلقة بالأمراض المعدية والأمراض الناشئة والمعاودة.
كما واستخدمت سيطرة أنفلونزا الطيور لغايات سياسية. في إندونيسيا، واستخدمت المفاوضات مع شبكات الاستجابة العالمية لمركزية السلطة والتمويل إلى وزارة الصحة. في صناع القرار فيتنام، بدعم من منظمة الأغذية والزراعة للأمم المتحدة (FAO), وتستخدم مراقبة أنفلونزا الطيور لتسريع التصنيع للإنتاج الحيواني للتصدير من خلال اقتراح زيادة جزء من المزارع التجارية على نطاق واسع وخفض عدد مربي الدواجن 8-2 مليون نسمة بحلول عام 2010.
وصمة عار:
كان يُنظر إلى إنتاج الدواجن في أفنية المنازل - من الممارسات الزراعية «الآسيوية التقليدية»- بأنها تتناقض مع إنتاج الدواجن التجارية الحديثة وينظر إليها على أنها تشكل تهديدا للأمن البيولوجي. وبدا الإنتاج المنزلي للدواجن لعقد مخاطر أكبر من الإنتاج التجاري نظرا لعدم وجود الأمن البيولوجي وعلى اتصال وثيق مع البشر، لذلك كان انتشار أنفلونزا الطيور في أسراب أصبح أكثر كثافة بسبب ارتفاع تربية الكثافة والتجانس الوراثي. الثقافة الآسيوية نفسها اُتُهِمت على أنها السبب في بعض التدخلات، مثل تلك التي بدت فقط في التدخلات مكان، ستفشل دون تبحث عن حلول متعددة الأوجه.
اندونيسيا:
شوهدت تقارير صحيفة أنفلونزا الطيور في اندونيسيا من قبل مربي الدواجن على أنها قضايا حالات متداخلة مشتبها بينما الجمهور رأى هذه المعلومات مفيدة، ولذلك العديد أصبحوا أكثر وعياَ لفكرة خطر وشيك أو فقط تغيير سلوكيات الدواجن بشكل مؤقت.
إشاعات أيضا في جاوة في عام 2006. تميل إلى التركيز على أنفلونزا الطيور حيث يتم ربط الشركات الكبيرة من أجل إخراج صغار المزارعين من السوق عن طريق المبالغة في خطر أنفلونزا الطيور، وأنفلونزا الطيور يجري إدخالها من قبل الأجانب لإجبار الاندونيسيين لشراء الدجاج المستورد وإبعاد الدجاج الاندونيسي من السوق العالمي، وتستخدم الحكومة إشاعات أنفلونزا الطيور كحيلة لجذب الأموال من الدول الغنية.
مثل هذه الإشاعات تعكس المخاوف بشأن الشركات التجارية الكبيرة، والعولمة، وعدم الثقة في حكومة الوطنية في البلد حيث «كمية اللامركزية هنا مذهلة» وفقا لستيفن بيورجي، ومنظمة الصحة العالمية الأمراض الوبائية في جاكرتا في عام 2006.
في السياق أعلنت الحكومة الوطنية المركزية أن الجمهور لا يثق تماما، كما أعلنت وزيرة الصحة الاندونيسية (ستي فضيلة سوباري) في ديسمبر 2006 أن حكومتها لن تقاسم عينات فيروس (H5N1) تم جمعها من المرضى الإندونيسيين. وجاء هذا القرار بمثابة صدمة للمجتمع الدولي كما تعطلت شبكة مراقبة الأنفلونزا العالمية (GISN) بتنسيق من منظمة الصحة العالمية لإدارة الأنفلونزا الموسمية والوبائية. ويستند (GISN)على البلدان التي تتقاسم عينات الفيروس بحرية مع منظمة الصحة العالمية الذي تقيم وترسل هذه العينات لشركات الأدوية لإنتاج اللقاحات التي يتم بيعها إلى هذه الدول في نهاية المطاف. مع إن كان ينظر إليها في البداية على أنها محاولة لحماية السيادة الوطنية في جميع التكاليف، ولكن تم استخدامها لصراع سياسي داخلي. قبل النزاع اندونيسيا مع (GISN), وزارة الصحة أصبحت ضعيفة بسبب الطبيعة اللامركزية للحكومة، حيث كانت تعاني من تسرب من التمويل للوكالات الحكومية وغير الحكومية، وذلك بسبب التدخلات الصحية العالمية. بإعادة تأكيد سيطرتها على قضايا الصحة العامة والتمويل عن طريق وضع نفسها بوصفها الممثل الاندونيسي الوحيد لمنظمة الصحة العالمية، قدمت وزارة الصحة نفسها لاعبا رئيسيا في إدارة الصناديق الدولية المستقبلية المتعلقة بإنتاج اللقاحات وفوائد إعادة التفاوض من شبكات المراقبة العالمية.
اقتصادي:
ما يقرب من 20% من البروتين المستهلك في البلدان النامية تأتي من الدواجن. في أعقاب وباء H5N1, الملايين من الدواجن قتلت. في فيتنام وحدها، أكثر من 50 مليون طائر داجن قتل بسبب عدوى أنفلونزا الطيور ومحاولات مكافحتها. حسب تقرير عام 2005 من قبل منظمة الأغذية والزراعة بلغت الخسائر الاقتصادية في جنوب شرق آسيا بنحو 10$ مليارات.  وكان لذلك أكبر الأثر على نطاق صغير المنتجين التجاريين ومنتجين دواجن المنزلية نسبة إلى إجمالي الأصول مقارنة بالسلاسل الصناعية التي واجهت في المقام الأول انخفاض مؤقت في الصادرات وفقدان ثقة المستهلك. بعض الحكومات قامت بتوفير تعويضات للدواجن التي أعدمت، وكان في كثير من الأحيان أقل بكثير من القيمة السوقية (ما يقارب 30% من القيمة السوقية في فيتنام), في حين أن حكومات آخر مثل كمبوديا لم تقم بتقديم أي تعويضات للمزارعين على الإطلاق.
كما تشكل الدواجن مصدر للأمن الغذائي والسوائل المساعدة، السكان الأكثر ضعفا كانوا صغار المزارعين الفقراء. وأدت الخسارة من الطيور بسبب أنفلونزا الطيور في فيتنام إلى خسارة ما متوسطه 2.3 أشهر من الإنتاج و69-108 $ للأسر التي لديها دخل من 2 $ يوميا أو أقل. يمكن أن ينظر إلى فقدان الأمن الغذائي للأسر الضعيفة في إعاقة نمو الأطفال تحت سن  5 سنوات في مصر. النساء هن أيضا معرضات للخطر كما هو الحال في معظم مناطق العالم، وتميل قطعان صغيرة من قبل النساء. الإعدام على نطاق واسع تسبب في انخفاض التحاق الفتيات بالمدارس التركية.

## النصائح لتجنب أنفلونزا الطيور
1. التخلص من الحيوانات المصابة أو المتعرضة للطيور المصابة
2. التخلص من الطيور النافقة بشكل ملائم (الحرق قبل الطمر - وتعبئتها باكياس محكمة)
3. تطهير وتعقيم المزارع المنكوبة (فورمالين)
4. الحد من انتقال وحركة الطيور الداجنة بين البلدان
5. شرب ينسون النجمة الصيني للوقاية من المرض
6. وضع الكمامات للوقاية في الأماكن التي ينتشر فيها المرض
7. الانتقال إلى مدن صناعية خالية أو شبه خالية من الحيوانات البرية

## كيفية انتقال المرض
- الاحتكاك المباشر بالطيور المصابة بالمرض لاسيما وإن كميات كبيرة من الفيروس تعيش على أعضاء الطيور المصابة وفي التربة وعلى ثياب وأحذية العاملين والأدوات المستعملة في المزارع.
- تنشق الرذاذ المتطاير من براز الطير المصاب.
- عبر الطيور المهاجرة (طيور الماء السابحة - البط - طيور الشواطئ)
- تنتشر إنفلونزا الطيور غالبا عن طريق الاتصال ما بين الطيور المصابة والطيور السليمة، ومع ذلك فانه يمكن للفايروس ان ينتشر بشكل غير مباشر بواسطة المعدات الملوثة. ولقد وجد الفايروس في افرازات انف وفم وعيون الطيور المصابة وكذلك في فضلاتها. وتنتشر عدوى إنفلونزا الطيور بين الاشخاص الذين على تواصل مباشر مع الدواجن المصابة سواء اثناء الذبح أو نتف الريش. على الرغم من أن فايروس إنفلونزا الطيور ينتقل من خلال الهواء الا ان المرض نفسه لا ينتقل من خلال الهواء. هناك بعض من سلالات المرض تسبب المرض بشكل كبير وتنتشر بسرعة بين اسراب الطيور وقد تؤدي إلى تدمير السرب في 28 ساعة، بينما تلك التي تسبب المرض بشكل اقل فأنها تؤثر على إنتاج البيض ولكنها تكون قاتله بشكل أقل من نظيراتها. بالرغم من سهولة التقاط العدوى.وبالرغم من سهولة التقاط البشر للعدوى عن طريق الطيور الا ان انتقال العدوى بين البشر أكثر صعوبة خصوصا عند عدم تواصلهم لفترة طويلة. ومع ذلك فأن المسؤولين في مجال الصحة العامة قلقون من أن تتطور سلالات إنفلونزا الطيور وتصبح قادرة على الانتقال بسهولة بين البشر. هناك بعض من سلالات إنفلونزا الطيور متواجدة في امعاء اعداد كبيرة من طيور الشاطئ والطيور المائية ولكن نادرا ما تسبب هذه السلالات العدوى. ساهمت خمسة أنظمة بيئية من صنع الإنسان في تشكيل بيئة إنفلونزا الطيور الحديثة وهي: تربية الطيور التجارية في اماكن مغلقة بشكل كلي والجماعات التي تربي الدواجن التجارية وأسواق الدواجن الحية وتربية الدواجن في أفنية المنازل وهواية جمع اسراب الطيور بما فيه مصارعة الديوك. ولقد كان لتربية الدواجن التجارية بشكل داخلي (مغلق) أكبر الأثر في انتشار إنفلونزا الطيور ولقد ازدادت إنفلونزا الطيور بشكل واسع نتيجة لزيادة الإنتاج التجاري منذ التسعينات. قرية الدواجن في الايام الأولى من انتشار وباء إنفلونزا الطيور كانت القرية ومالكيها متورطين بشكل كبير في انتقال المرض. قرية الدواجن المعروفة بأنها الفناء الخلفي للمنازل أو الاشخاص الذين لديهم هواية جمع الطيور. وهذه الطيور عبارة عن اسراب صغيرة نشأت في ظروف شاملة وواسعة ولقد سمح لها بالتواجد في مساحة واسعة وحرة نوعا ما بين بيوت متعددة. وبالرغم من ذلك أظهرت الابحاث ان هذه الاسراب شكلت تهديد اقل من التهديد الذي شكلته الدواجن التجارية التي نشأت تحت ظروف مكثفة في ظل أصول وراثية متجانسة وضعف أمن بيولوجي. اما فيما يتعلق بالدواجن الموجودة في أفنية المنازل والقرية فأنها لا تسافر لمسافات كبيرة مقارنة مع الدواجن التجارية وبهذا فأن تأثيرها في انتشار فايروس إنفلونزا الطيور أقل. ولقد قدم هذا التضمين من قبل مربيين الدواجن في اسيا باعتبارها واحدة من قائمة واسعة من التحديات ولقد قدمت كتوصيات للوقاية من الإستراتيجيات التجارية التي تتطبق على الدجاج التجاري ولا يجب ان تتطبق بالضرورة على اسراب الدواجن في المنازل.

## الأشخاص المعرضون للإصابة
العاملون في المزارع - أي الحقل الصحي - أفراد العائلة الواحدة - العاملون في تلف فضلات الطيور

## إصابة النمور
مؤخرا، عدد كبير من النمور أصيب بفايروس إتش5إن1 ومات في حديقة حيوانات في تايلند بعد أن غذّى بالدجاج الملوث. حتى الآن ليس هناك فهم واضح إذا ما كانت النمور قد غُذّيت بالدجاج كاملا أو بقايا الدجاج، لكن هناك إشارات أن الدجاج كان بقايا من أحد المسالخ. إذا كانت النمور قد غذّيت بالدجاج الميت الكامل، فمن المحتمل أنها أصيبت خلال التماس المباشر بالفيروسات الموجودة على الريش وفي المنطقة التنفسية للدجاج. بالعكس، إذا تمت التغذية بالقطع من المسلخ، فمن الأرجح أنهم أصيبوا باستهلاك العظام واللحم الملوث.

## مخاوف الصحة العامة
تفشّي حالات المرض بين البشر بسبب إنفلونزا الطيور إتش5إن1 من الدواجن، بدأت في آسيا في 2003م. حتى الآن، أغلبية الحالات حدثت لأطفال وشباب كانوا يتمتعون بصحّة جيدة قبل الإصابة. معظم، وليس جميع، هذه الحالات تم ربطها بالتماس المباشر بالدواجن المصابة أو إفرازاتها. إتش5إن1 يعتبر مقلقا بشكل محدد لعدّة أسباب. إتش5إن1 يتغيّر بسرعة ويمكن أن يستخدم جينات من الفيروسات الأخرى حيث يشمل ذلك فيروسات إنفلونزا الإنسان.
إنّ الوباء الحالي للإنفلونزا الطيور المعدية جدا في البلدان الآسيوية كان سببه إتش5إن1، لذا يشكل هذا الفايروس حالة قلق. إذا أصيب بشر أكثر، بمرور الوقت، تزيد الإمكانية أيضا لظهور نوع فرعي مبتكر له جينات إنسانية كافية لتسهيل الانتقال من شخص إلى أخر. مثل هذا الحدث يؤشّر بداية لوباء إنفلونزا.

## أدوية لأنفلونزا الطيور
يوجد أربعة أدوية مختلفة مصادق عليها من قبل إدارة الأغذية والأدوية الأمريكية (إف دي أي) للمعالجة و/ أو منع الإنفلونزا (Amantadine، Rimantadine, Oseltamivir، و Zanamivir). الأربعة عادة ما تعمل ضدّ فيروسات الإنفلونزا أي. لكن، ليس دائما، لأن سلالة فيروس الإنفلونزا يمكنها أن تصبح مقاومة لواحد أو أكثر من هذه الأدوية. على سبيل المثال، فيروسات الإنفلونزا أي (إتش5إن1) التي أصابت البشر في آسيا في 2004 و 2005 كانت مقاومة لكل من أمانتادين وريمانتادين. يجب مراقبة مقاومة فيروسات الإنفلونزا الطيرية للأدوية بصورة مستمرّة.

### اللقاحات
ليس من المحتمل توفر لقاح في المراحل المبكّرة من الوباء. عندما يُبدأ بتطوير لقاح جديد ضدّ فيروس إنفلونزا، يتعاون العلماء حول العالم سوية لاختيار سلالة الفيروس الذي سيقدّم الحماية الأفضل ضدّ ذلك الفيروس. منتجوا اللقاحات سيستعملون السلالة المختارة لتطوير لقاح. عندما يتم تميز سلالة وباء محتملة من فيروس الإنفلونزا، ستمر عدّة شهور قبل قبل توفر لقاح بشكل كافي.
يتم تحصين دجاج التسمين عند عمر عشر أيام عن طريق حقن التحصين تحت جلد الرقبة وذلك باستخدام تحصين للنوع المصلي (H5N1) أو (H9N2)

## الناحية التاريخية
يعود تاريخ أنفلونزا الطيور المسجل (التي كانت تعرف حينها باسم طاعون الدواجن) لعام 1978 علمياً لانتشارها بشكل واسع فيه، حيث أن هذا المرض كان يختلف عن الأمراض الأخرى حينها بتسببه بارتفاعٍ في درجة حرارة الدواجن منتهياً بها إلى الموت، مما تسبب بارتفاع معدل الوفيات في الدواجن والطيور آنذاك. حتى وقت قريب من الخمسينات كان طاعون الدواجن جزءاً من أمراض مدينة نيوكاسل البريطانية. فقد تم تسجيل حالات ظهور لمرض أنفلونزا الطيور في الدواجن خلال الفترة الواقعة بين عامي 1959 و 1995 ولكن الخسائر المحدثة كانت قليلة. في الفترة الواقعة بين عامي 1996 و 2008 تفشى مرض أنفلونزا الطيور في الدواجن بشكل كبير على الأقل 11 مرة، وقد كانت هناك 4 مرات تعتبر مدوية حيث أصيبت الملايين من الطيور به خلالها.
في التسعينات، ارتفع عدد الدجاج في العالم بنسبة 76 % في البلدان النامية، ونسبة 23 % في البلدان المتقدمة، مما ساعد في زيادة انتشار أنفلونزا الطيور. قبل التسعينات، تسبب مرض أنفلونزا الطيور بارتفاع معدل الوفيات في الدواجن، ولكن الإصابات كانت متفرقة ومحدودة. وبسبب الكثافة الإنتاجية العالية لأسراب الدواجن والطيور أصبح تفشي أنفلونزا الطيور أكثر شيوعاً.
في عام 1996 تم عزل أول حالة مرضية مصابة بفيروس A/H5N1في الصين وكانت عبارة عن عزل إوزة مصابة بالمرض. في عام 1997 تم تسجيل أول عدوى بشرية للمرض في هونج كونج. منذ عام 2003 تم الإبلاغ عن أكثر من 700حالة إصابة بشرية بفيروس أنفلونزا الطيور الآسيوية H5N1 التي تعود لمنظمة الصحة العالمية WHO , كانت هذه الحالات مسجلةً في المقام الأول من 15 بلد في آسيا وإفريقيا والمحيط الهادئ وأوروبا والشرق الأوسط على الرغم من أن هناك أكثر من 60 دولة قد تأثرت بالمرض.
تحدث أوبئة الإنفلونزا في دورات من 20 إلى 30 سنة. أثناء القرن العشرين، سبب ظهور أنواع فيروس إنفلونزا أي فرعية جديدة ثلاثة أوبئة، جميعها أنتشرت حول العالم خلال سنة من اكتشفها. حصل وباء الإنفلونزا العظيم في عامي 1918م-1919م، الذي تسبّب بما يقدر من40 إلى 50 مليون وفاة حول العالم، تلته الأوبئة الأكثر اعتدالا في 1957م-1958م و 1968م-1969م. خبراء الإنفلونزا حول العالم متفقون بأنّ إتش5إن1 عنده الإمكانية للتحول إلى وباء كبير. كون الفيروس يستوطن الآن في أجزاء ضخمة في آسيا، فالاحتمال بأنّ هذه التوقعات ستتحول إلى واقع قد ازداد. بينما من المستحيل التوقّع بحجم ومقدار الوباء القادم بدقّة، فأنه من المؤكد أنّ العالم غير مستعد لوباء بأيّ حجم وغير مستعد أيضا للمشاكل الاجتماعية والاقتصادية الواسعة التي ستنتج عن الأعداد الضخمة من البشر الذين سيمرضون، يعزلون صحيا أو يموتون.

### الأوبئة عبر التاريخ
- - 1918-1919, «إنفلونزا إسبانية،»[أي (إتش1إن1)]، سبّبت العدد الأعلى لوفيّات الإنفلونزا المعروفة. (ملاحظة، لم يعرف نوع فيروس الإنفلونزا الفرعي الفعلي في وباء 1918-19). أكثر من 500,000 شخص ماتوا في الولايات المتحدة الأمريكية، وبحدود 50 مليون شخص لربما ماتوا حول العالم. العديد من الناس ماتوا ضمن الأيام القليلة الأولى بعد العدوى، وآخرون ماتوا بعد التعقيدات الثانوية. تقريبا نصف أولئك الذين ماتوا كانوا شباب بالغين إصحاء. فيروسات الإنفلونزا أي (إتش1إن1) ما زالت موجودة إلى اليوم بعد أن ظهرت ثانية للبشرية في 1977.
- - 1957-1958, «حمى آسيوية،»[أي (إتش2إن2)]، سبّبت حوالي 70,000 وفاة في الولايات المتّحدة. ميّزت أولا في الصين في أواخر فبراير 1957، انتشرت الحمى الآسيوية إلى الولايات المتّحدة بحلول شهر يونيو 1957.
- - 1968-1969, "إنفلونزا هونغ كونغ "[أي (إتش3إن2)]، سبّبت حوالي 34,000 وفاة في الولايات المتّحدة. هذا الفيروس اكتشف أولا في هونغ كونغ في مطلع العام 1968 وانتشر إلى الولايات المتّحدة في وقت لاحق من تلك السنة. فيروسات إنفلونزا أي (إتش3إن2) ما زالت موجودة إلى اليوم.

كلتا الأوبئة في 1957-1958 و 1968-1969 كان سببها فيروسات تحتوي مجموعة جينات من فيروس إنفلونزا بشري وفيروس إنفلونزا طيري. بينما يبدو أن فيروس وباء 1918-1919 كان من أصل طيري.

## كيفية التفشّي
تفشّي مرض وباء إنفلونزا بشكل عالمي هو ما يحدث عندما يظهر أو «ينشأ» فيروس إنفلونزا أي جديد بين البشر، بحيث يسبّب مرض جدّي، ويبدأ بعد ذلك بالانتشار بسهولة من شخص إلى إخر حول العالم. الأوبئة مختلفة عن حالات التفشّي الموسميّة للإنفلونزا. حالات التفشّي الموسميّة سببها أنواع فرعية لفيروسات الإنفلونزا المتشرة أصلا بين الناس، بينما حالات تفشّي الوباء سببها الأنواع الفرعية الجديدة، الأنواع الفرعية التي لم تنتشر بين الناس سابقا، أو الأنواع الفرعية التي لم تنتشر بين الناس منذ وقت طويل. أدّت أوبئة الإنفلونزا الماضية إلى مستويات عالية من المرض، الموت، التمزق الاجتماعي، والخسارة الاقتصادية.

## أعراض المرض عند البشر
- تدهور الحالة العامة (تعب شديد)
- قصور تنفسي حاد (ضيق تنفس) والتهابات في العين والرئة
- بالإضافة إلى أعراض الإنفلونزا العادية (رشح - سعال - ارتفاع درجة الحرارة ألم العضلات والمفاصل) وفي بعض الأحيان قد لا تتواجد هذه الأعراض.

## سبب خطر المرض
سرعة انتشار الفيروس - قدرة الفيروس على التحوّل والتبدل - القدرة على الاتحاد والتزاوج مع الأنفلونزا العادي الذي يصيب الإنسان مولدا نوعا جديدا من الأنفلونزا لا وبل خطيرا - عدم وجود اللقاح المناسب - صعوبة علاج الفيروس.

## الوقاية
الأشخاص الذين لا يتعرضون بشكل اعتيادي للطيور ليسوا في خطر الإصابة بأنفلونزا الطيور. أكثر الأشخاص عرضة للإصابة العاملون في مزارع الدواجن، عاملو السيطرة على الحيوانات، علماء أحياء الحيوانات البرية، وعلماء الطيور الذين يتعاملون مع الطيور الحية. من أن الأفضل أن تكون للمنظمات المتضمنة على عمال معرضين لخطر عالي للإصابة بأنفلونزا الطيور خطة استجابة للمرض قبل أن يتم التبليغ عن أي حالة. الحماية البيولوجية لأسراب الدواجن أيضا مهمة للوقاية من المرض. يفضل فصل الأسراب عن الطيور من الخارج، خصوصا الطيور البرية، ومخلفاتها. المركبات المستخدمة حول أسراب الدواجن يجب تعقيمها بشكل اعتيادي وعدم مشاركتها بين مزارع دواجن مختلفة. يفضل عدم إعادة الطيور من قنوات الذبح إلى المزرعة.
مع سيطرة ملائمة للعدوى واستخدام معدات الوقاية الشخصية (Personal Protective Equipment PPE), احتمال الإصابة بالعدوى قليل. حماية العينين، الأنف، الفم، واليدين مهمة للوقاية لأنها الطرق الأكثر شيوعا لدخول الفيروس إلى الجسم. معدات الوقاية الشخصية الملائمة تتضمن المآزر، القفازات، الأحذية أو أغطية للأحذية، وغطاء للرأس والشعر. ينصح بأن تستخدم هذه المعدات مرة واحدة وأن يتم التخلص منها بعد الاستخدام. جهاز تنفس N-95 ونظارات حماية غير معرضة بشكل مباشر للجو أيضا تشكل جزءا من معدات الحماية الملائمة. يمكن أيضا استخدام جهاز تنفس آلي منقي للهواء (Powered Air Purifying Respirator PARP) مع غطاء للوجه أو خوذة للرأس للوقاية.
التبليغ الرسمي عن أي حالات منفصلة يساعد في منع انتشار الفيروس. تنصح مراكز السيطرة والتحكم بالأمراض (Centers for Disease Control and Prevention CDC) في الولايات المتحدة أي عامل يتعامل مع الدواجن المصابة أو المواد الملوثة وتظهر لديه أعراض المرض خلال 10 أيام من العمل بأن يلجئوا إلى العناية الصحية ويبلغوا المسؤول عن العمل، الذي عليه أن يبلغ مسؤولي الصحة العامة.
اقترحت منظمة الصحة العالمية (World Health Organization WHO) خطة من ثلاث مراحل، وخمسة أجزاء، لتهديدات فيروس أنفلونزا الطيور المستقبلية:-
1- مرحلة ما قبل الوباء:
أ‌- تقليل احتمالية إصابة الإنسان.
ب‌- تعزيز جهاز التحذير المبكر.
2- مرحلة نشوء وباء فيروسي:
أ‌- حصر أو تأخير الانتشار من المصدر.
3- مرحلة إعلان الوباء والانتشار على مستوى دولي:
أ‌- تقليل نسبة انتشار المرض، معدل الوفيات، والاضطرابات الاجتماعية.
ب‌- البدء بأبحاث لتوجيه تدابير الاستجابة.
تم تركيب لقاحات للدواجن ضد عدة أنواع من فيروس أنفلونزا الطيور H5N1. إجراءات التحكم بفيروسات أنفلونزا الطيور شديدة الإمراض (HPAI) تشجع التطعيم الشامل للدواجن على الرغم من أن منظمة الصحة العالمية صنفت قائمة من الفحوصات السريرية للقاحات نماذج أنفلونزا وبائية، وهذا يشمل لقاحات H5N1. في بعض الدول التي ما زال فيها خطر انتشار فيروسات أنفلونزا الطيور شديدة الإمراض (HPAI) عاليا، هناك تطعيم إجباري إستراتيجي على الرغم من أن نقص كمية اللقاحات ما تزال مشكلة قائمة.

### لمزارعي الدواجن في القرى
كرد بدائي لفيروس H5N1, حجم واحد يلائم كل التوصيات استخدم لكل أنظمة الإنتاج للدواجن، على الرغم من أن التدابير المستخدمة للطيور في المزارع ذات المدخلات والإنتاج الكثيفين قد لا تناسب المزارع الأصغر منها. عند النظر إلى دواجن القرى، تم افتراض أن المنزل هو الوحدة الزراعية والأسراب لا تتصل مع أسراب أخرى، ولكن ظهرت إجراءات أكثر فعالية عندما تكون الوحدة الويائية هي القرية.
تتضمن التوصيات أيضا إعادة هيكلة الأسواق التجارية لتحسين الحماية البيولوجية ضد أنفلونزا الطيور. يستخدم تحديد مناطق إنتاج الدواجن للتحديد من مزارع الدواجن لمناطق محددة خارج البيئة المدنية بينما أسواق الدواجن الحية تحسن الحماية البيولوجية عن طريق الحد من عدد التجار الحمالين للرخص وإخضاع المنتجين والتجار لعمليات تفتيش صارمة. هذه التوصيات بالإضافة إلى المتطلبات بوضع أسوار ووضع جميع الدواجن في بيوت خاصة بها، والحد من الأسراب الحرة ستؤدي بالنهاية إلى عدد أقل من المنتجين التجاريين والمنتجين الأصغر، مما سيكلف البعض عمله في هذا المجال حيث قد لا يكون قادرا على تلبية جميع الشروط.
ملخص تقارير للمنظمة لعالمية لصحة الحيوان عام 2005 و 2010 أشارت إلى أن الرقابة والتبليغ غير الكامل في الدول المتقدمة والدول النامية لا تزال تشكل تحد. في العادة، دعم المتبرعين يركز فقط على التحكم بالفيروسات شديدة الإمراض (HPAI), بينما أمراض مشابهة، كمرض نيوكاسل، وكوليرا الطيور الحادة، التهاب الحنجرة والقصبة الهوائية المعدي، وداء الغومبورو ما زالت تصيب الدواجن. عندا تظهر نتائج الإصابة بأنفلونزا الطيور للطيور سلبية، ضعف الدعم المالي للتشخيص التفريقي قد يترك المزارعين محتارين مما سبب موت طيورهم.

### الذبح
يستخدم الذبح الجماعي لتقليص خطر أنفلونزا الطيور عن طريق قتل الطيور المصابة أو التي من المحتمل أن تصاب بالفيروس. كتيب منظمة الغذاء والزراعة (Food and Agriculture Organization FAO) عن السيطرة على فيروسات أنفلونزا الطيور شديدة الإمراض (HPAI) ينصح بإستراتيجية تقسيم تبدأ بالكشف عن منطقة مصابة (Infected Area IA) حيث أدى فحص الطيور المصابة أو الميتة إلى نتيجة إيجابية (مصابة بالفيروس). جميع الدواجن في هذه المنطقة يتم ذبحها بينما جميع المناطق في حدود 1 إلى 5 كيلومتر من المنطقة المصابة تعتبر منطقة محظورة (Restricted Area RA) حيث توضع هذه المنطقة تحت رقابة مشددة. المناطق في حدود 2 إلى 10 كيلومتر من المنطقة المحظورة هي منطقة التحكم (Control Area CA) التي تخدم كمنطقة عازلة في حالة الانتشار. لا ينصح بالذبح في أي منطقة غير المنطقة المصابة إلا في حالة كان هناك دليل على الانتشار. يحتوي الكتيب أيضا على أمثلة عن كيف تم التحكم في عامي 2004-2005 لاحتواء فيروس H5N1 حيث تم دمغ جميع الدواجن في حدود 3 كيلومتر من المنطقة المصابة وجميع المناطق في حدود 5 كيلومتر من المنطقة المصابة تم تطعيم جميع الطيور. طريقة الذبح كانت عشوائية وتم تطبيقها دون حكم سليم حيث نسبة كبيرة من الدواجن في هذه المناطق هي أسراب أفنية صغيرة لم تسافر مسافات كافية لتحمل العدوى لقرى مجاورة بدون تدخل بشري ومن الممكن ألا تكون أصيبت بالعدوى على الإطلاق. بين عامي 2004 و 2005, أكثر من 100 مليون دجاجة تم ذبحها في آسيا لإصابتها بفيروس H5N1.
مخاطرة الذبح الجماعي للطيور والأثر الاقتصادي الناجم عن ذلك أدى ببعض المزارعين إلى التردد في التبليغ عن الدواجن المريضة. استبق الذبح عادة التجارب المخبرية لفيروس H5N1 نظرا لأن السياسة المتبعة ضد أنفلونزا الطيور رأت بأن التضحية بالدواجن تحمي من انتشار فيروسات أنفلونزا الطيور شديدة الإمراض. ردا على هذه السياسات، أصبح المزارعون في فيتنام بين عامي 2003 و 2004 غير راغبين بتسليم الطيور السليمة ظاهريا للسلطات وقاموا بسرقة الدواجن المعدة للذبح حيث أن هذه السياسات جردت الدواجن من قيمتها الاجتماعية البيولوجية والاقتصادية. عند نهاية عام 2005, أقرت الحكومات سياسة جديدة ركزت على الأسراب ذات المخاطرة العالية التي توجد مباشرة بالقرب من المزارع المصابة بالعدوى وأقرت الذبح الاختياري مع التعويض في حالة الاندلاع المحلي.
لم يؤد الذبح الجماعي إلى آثار اقتصادية حادة على المزارع الصغيرة، بل أيضا تعتبر هذه الطريقة غير فعالة كتدبير وقائي. في المدى القصير، ينجح الذبح الجماعي في الحد من الانتشار المباشر لأنفلونزا الطيور شديدة الإمراض (HPAI). تم اكتشاف أن الذبح الجماعي يعيق تطور مناعة المضيف المهمة للنجاح في التحكم بالفيروسات شديدة الإمراض (HPAI) على المدى الطويل. الذبح الجماعي أيضا يؤدي إلى زيادة قدرة الأنفلونزا على التسبب بالمرض وتسبب زيادة معدل الوفيات في الطيور بشكل عام. إستراتيجيات الذبح الفعالة يجب أن تكون انتقائية ومراعية للآثار الاقتصادية لتحسين السيطرة الوبائية والحد من الدمار الاقتصادي والزراعي.

### العلاقة بين الناس والدواجن
يجب أن تأخذ برامج السيطرة والوقاية بعين الاعتبار الفهم المحلي للعلاقة بين الناس والدواجن. في الماضي، البرامج التي ركزت على فهم مبني على مكان واحد لانتقال المرض كانت غير فعالة. في حالة شمال فيتنام، عاملو الصحة رأوا الدواجن كسلع في بيئة يسيطر عليها الناس. توجد الدواجن في المزارع، والأسواق، والمسالخ، والطرق، بينما البشر كانوا بشكل غير مباشر هم الناقلين الأساسيين بشكل غير مباشر لأنفلونزا الطيور، مما وضع عبئ التحكم بالمرض على الناس. على الرغم من ذلك، المزارعون رأوا أن دواجنهم الحرة في بيئة تسيطر عليها قوى غير بشرية لا يستطيعون فرض السيطرة عليها. كان هناك مجموعة من العوامل غير البشرية كالطيور البرية والأنماط الجوية التي أدت علاقتها بالدواجن إلى تعزيز المرض وبرأت المزارعين من المسؤولية الكاملة للسيطرة على المرض.
محاولات التحكم المعتمدة على مكان واحد علمت المزارعين تحديد المناطق التي قد يؤدي سلوكهم فيها إلى التغيير دون النظر إلى سلوك الدواجن. توصيات السلوك الخاصة بلجنة فيتنام الدولية لتوجيه السيطرة على والتحكم بأنفلونزا الطيور (Vietnam's National Steering Committee for Avian Influenza Control and Preservation NSCAI) تم أخذها من مبادئ الحماية البيولوجية لمنظمة الغذاء والزراعة. التي تضم حظر بدخول المناطق التي تربى فيها الدواجن عن طريق بناء حواجز لفصل الدواجن من الاتصال بغير البشر، حدود على نقل البشر للدواجن والمنتجات المتعلقة بالدواجن حيث تم حد ذلك فقط للناقلين، وتوصيات للمزارعين لغسل أيديهم وما يلبسونه في أقدامهم قبل وبعد الاتصال بالدواجن. أشار المزارعون إلى تلوث الهواء والبيئة كأسباب لإصابة الدواجن بالمرض. توصيات لجنة NSCAI أيضا تعطل ممارسات الإنتاج طويل الأمد للماشية حيث تعيق البوابات المبيعات بحظر تخمين حالة الطيور من المظهر وتسيء للعملاء بالحد من الاتصال البشري الخارجي. بدلا من توظيف المعرفة المحلية في التوصيات، الحواجز الثقافية استخدمت ككبش فداء لتدخلات فاشلة. طرق الوقاية والتحكم أصبحت أكثر عملية عند الأخذ بعين الاعتبار العوامل الاجتماعية، السياسية، والبيئية.

## وصلات خارجية
- إنفلونزا الطيور
- التشخيص الحقلي المقارن لمرض إنفلونزا الطيور
- معلومات تفصيصلية عن إنفلونزا الطيور
- نبذة عن إنفلونزا الطيور